# Bajót
Bajót är en mindre stad i provinsen Komárom-Esztergom i Ungern. År 2019 hade Bajót totalt 1 667 invånare.